# La Sargantain
La Sargantain est un tableau peint par Ramon Casas en 1907. Il mesure 91 cm de haut sur 43 cm de large. Il est actuellement conservé au Grand théâtre du Liceu à Barcelone.
Vers 1905, Casas rencontra Julia Peraire, une femme de 18 ans d'origine modeste, avec laquelle il établit son unique relation sentimentale stable et avec laquelle il se mariera en 1922. L'attrait que le peintre devait ressentir pour Peraire se reflète dans plusieurs portraits dont La Sargantain, qui est probablement la peinture la plus sensuelle de sa carrière artistique. 